# Örgryte trädgårdsstad

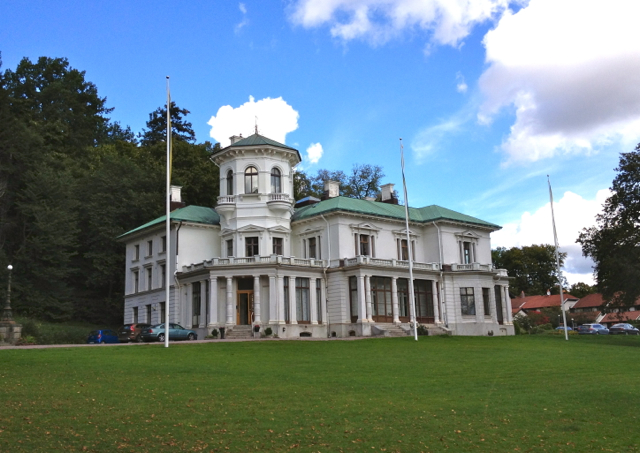
Familjen Dicksons villa på Överås i Örgryte i Göteborg

Örgryte trädgårdsstad ligger öster om Örgryte gamla kyrka i Göteborg och projekterades på 1920-talet av stadsingenjören Albert Lilienberg på initiativ av arkitekten Nils Olsson. Villastaden är ritad med den engelska trädgårdsstadsplaneringen som förebild. 
Tidigare hade här legat ett antal landerier och sommarresidenser som exempelvis Böö, Stora Torp och Stora Gårda, ägda av förmögna köpmän som vintertid bodde i centrala Göteborg. Magnaten James Jameson Dickson byggde dock en åretrunt-bostad på egendomen Överås. Bostaden var en palatsliknade villa i nyrenässansstil, omgiven av en stor park. Robert Dickson som senare fått överta egendomen styckade den 1906 i två delar och det var på denna mark som Örgryte trädgårdsstad kom att byggas. Den ena delen av marken från egendomen Överås köptes av arkitekten Nils Olsson - 5/32 mantal av Överås mark (7,45 hektar) för 525 000 kronor - och han fick därefter stadsingenjören Albert Lilienberg att utarbeta en bebyggelseplan och i augusti 1920 erbjöd Nils Olsson vackert belägna villatomter i den planerade villastaden i en annons i Göteborgs-Posten. I planen sägs bland annat att inget hus fick överstiga 7,5 meter i höjd, det vill säga högst två våningar, och det fick inte byggas hus med lägenheter för mer än två familjer. Tanken med Nils Olssons trädgårdsstad var att alla skulle äga sin egen tomt och villa och han vände sig till en välbeställd medelklass. Nils Olsson kom att rita ungefär hälften av husen i Örgryte trädgårdsstad.
Gatorna kom att få namn efter de Dicksonska trädgårdarna, som Spaljégången, Apelgången och Orangerigatan.
År 1922 införlivades Örgryte kommun med Göteborgs stad.